# László Éger
László Éger (Paks, 7 maggio 1977) è un ex calciatore ungherese, di ruolo difensore.

## Carriera

### Club
Durante la sua carriera ha giocato con varie squadre di club, tra cui anche il Debreceni, con cui conta 95 presenze e 13 reti.

### Nazionale
Conta 9 presenze con la nazionale ungherese.